# ¿Cómo matar a mamá?
¿Cómo matar a mamá? es una película de carretera y comedia dramática mexicana de 2023 dirigida por José Ramón Chávez y escrita por Carla Sierra. Protagonizada por Ximena Sariñana, Diana Bovio, Ana Valeria Becerril y Blanca Guerra. Se estrenó el 10 de mayo de 2023 en los cines mexicanos.

## Sinopsis
Rosalinda sufre demencia, se encuentra en los últimos momentos de su vida, pero en un instante de lucidez pide a sus tres hijas que se reúnan para un viaje de San Diego a San José del Cabo, el lugar donde desea morir.

## Reparto
Los actores que participaron en esta película son:
- Ximena Sariñana como Margo
- Diana Bovio como Camila
- Ana Valeria Becerril como Teté
- Blanca Guerra como Rosalinda
- Erick Elías como Pablo
- Gonzalo Vega Jr. como Marco
- Antonio Gaona como Fabián
- Elizabeth Guindi como Chivis
- Mau Nieto como Diego
- Esteban de Urquidi como Botones
- Efraín Conde Ortiz como Huachicolero
- Esteban López como Cantinero
- Carla Viancini como Anfitriona Altozano
- Alejandro García Guevara como Repartidor
- Virginia Rodríguez Hernández como La mamá de Paul
- Pao Ortiz como Marta
- Gael Villagrana Cornejo como Rodolfo Margo
- Azul Paola Colín como Marisol
- Leonel Tinajero como Don Poncho
- Marco Hernández como Mesero restaurante Mario
- Alex Antuan Careaga como Rodolfo Teté
- Francisco Javier García Camarena como Guardia de Seguridad de Altozano 1
- Miguel Ángel Mayoral Rodríguez como Guardia de Seguridad de Altozano 2